# Gérard Depardieu
Gérard Xavier Marcel Depardieu (en ruso: Жерар Ксавье Марсел Депардьё; Chateauroux, 27 de diciembre de 1948) es un actor francés nacionalizado ruso en 2013 y emiratí en 2022. Es caballero de la Legión de Honor y caballero de la Orden Nacional del Mérito.

## Trayectoria actoral
Su carrera como actor comenzó en la década de los 70 y al inicio de los 80 ya era uno de los actores franceses de mayor prestigio, el cual ganó por su papel junto a Fanny Ardant, en la película dirigida por François Truffaut, La Femme d'à côté (La mujer de al lado). Ganó su primer Premio César al mejor actor por su papel en Le dernier métro (El último metro).
También protagonizó Le retour de Martin Guerre, en 1982.
En la década de los noventa también alcanzó fama en Norteamérica. Sus producciones de habla inglesa más importantes son Green Card, con Andie MacDowell y 1492: Christophe Colomb, junto a Sigourney Weaver y Ángela Molina.

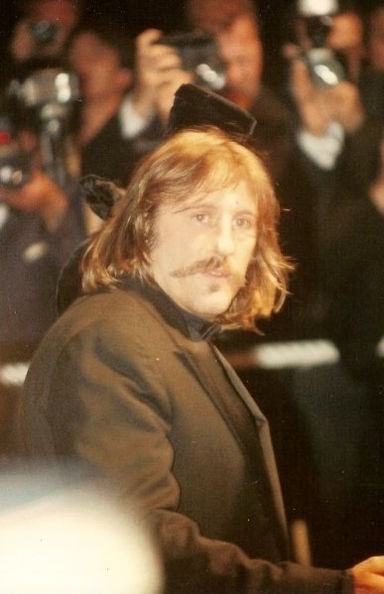
Depardieu en el Festival de Cannes (1989).

Se casó en primer lugar con la actriz Élisabeth Guignot, con quien tuvo dos hijos, Guillaume (fallecido el 13 de octubre de 2008 por una neumonía) y Julie. Más tarde mantuvo una relación con la actriz Carole Bouquet.
Depardieu es el actor mejor pagado en Francia y uno de los más influyentes en la industria fílmica francesa. Ha aparecido en más de cincuenta películas y también ha dirigido y producido algunos otros grandes filmes a través de su compañía DD Productions.
El 15 de septiembre de 2005, lanzó al mercado un libro de cocina titulado Gérard Depardieu: My Cookbook. El 31 de octubre del mismo año anunció su intención de retirarse de la carrera de actor.
En 1984 dirige y protagoniza su primera película, Tartufo, basada en la obra homónima del clásico francés más popular en el mundo, Jean Baptiste Poquelin, "Molière". Era la primera vez que en Francia se llevaba a cabo una versión cinematográfica de esta ácida y genial comedia estrenada por primera vez en 1969, pero no obtuvo el éxito esperado, y el gran actor no volvió a ponerse detrás de las cámaras hasta 2006, año en que rueda un corto junto a varios directores, entre ellos Isabel Coixet, en la película Paris, je t'aime!.
Es también conocido por hacer del personaje de Obélix en las películas de Asterix. En 2010 se estrenó la película La Tête en friche dirigida por Jean Becker, y en la que actúa junto a Gisèle Casadesus.
Como curiosidad, también ha realizado doblaje; por ejemplo, dobló a Kenneth Branagh en Hamlet (1996).

## Desavenencias con el gobierno francés
Gérard Depardieu se afincó en el pueblo belga de Néchin a un kilómetro de la frontera con Francia, hecho que generó una agria controversia entre aquellos que le apoyaban y sus detractores entre los que se encontraban incluso representantes del gobierno francés como el primer ministro Ayrault. En respuesta, Gérard Depardieu entregó su pasaporte y su tarjeta de la seguridad social.
Depardieu anunció a finales de 2012 su exilio en protesta por los elevados impuestos que debe pagar en su país natal. El 3 de enero de 2013, el presidente Vladímir Putin le otorgó la ciudadanía rusa, al haber trasladado su residencia habitual a Saransk, capital de la república de Mordovia (Rusia), lo que representó un paso más en su lucha contra el impuesto del 75% a las personas más adineradas, establecido por el entonces presidente francés, François Hollande.
El 4 de septiembre de 2020 fue bautizado en la Iglesia Ortodoxa.
Las últimas noticias apuntan a que Gérard Depardieu es ahora ciudadano de los Emiratos Árabes Unidos, aunque pasa la mayor parte del tiempo en el Mediterráneo.

## Denuncias, investigación y juicio por agresiones sexuales
En febrero de 2021 se dio a conocer que tenía abierta desde diciembre una investigación por violaciones y agresiones sexuales. La demandante era la actriz de veinticinco años Charlotte Arnould que denunció en la gendarmería de Lambesc (Bouches-du-Rhône) haber sido víctima de dos violaciones y agresiones sexuales en agosto de 2018 en el domicilio parisino del actor. La investigación inicialmente se cerró en junio de 2019. Tras un recurso de la denunciante se asignó a un juez de instrucción en agosto de 2019. El actor negó las acusaciones. Arnould logró a mediados de agosto de 2020 la reapertura de la investigación.
De acuerdo a una investigación del diario digital Mediapart, 13 mujeres señalaron al actor de haber cometido violencia sexual entre los años 2004 y 2022.
En julio de 2023, una nueva víctima denunció, a través de la cadena televisiva FranceInfo, proposiciones sexuales y tocamientos por parte del actor.
En diciembre de 2023, el diario La Vanguardia publicó un extenso reportaje que detallaba que la escritora y fotógrafa Ruth Baza había sido violada el 12 de octubre de 1995 por el actor en París, cuando solo tenía 23 años y padecía anorexia, tras realizar una entrevista en exclusiva al actor para la revista Cinemanía en las instalaciones de la antigua productora Roissy Films.
Interpuso denuncia contra él, el 14 de diciembre. La autora explicó que este acto permaneció oculto en su memoria hasta que, tras leer en abril de 2023 el reportaje de investigación publicado por Marine Turchi en el diario digital francés de investigación Mediapart, acerca de las revelaciones de presuntos abusos sexuales a 13 mujeres en Francia, la noticia la impactó tanto que le provocó “un detonante interno” que le llevó a descubrir en su diario personal de 1995, la descripción de la agresión en 9 páginas. Al releer estas notas personales, relata que recordó este evento traumático que su memoria había borrado.
En declaraciones a la Agencia EFE, Javier Angulo, el entonces director de Cinemanía, afirmó que Baza le contó al regresar de París que la entrevista había sido «muy desagradable», y que el actor hasta le había lanzado un casco de moto a la cabeza. «Venía traumatizada», pero sin revelarle lo que había ocurrido al finalizar la entrevista.
Después de Baza, tres mujeres más denunciaron al actor y éste fue detenido en abril de 2024. Se enfrenta a dos cargos por agresiones sexuales que supuestamente cometió en septiembre de 2021 contra dos mujeres en el rodaje de la película Les Volets Verts de Jean Becker, una decoradora de 54 años y una ayudante de dirección de 34 años que lo acusan de agresión, acoso y ultrajes sexistas. El inicio del juicio estaba previsto para el 28 de octubre de 2024 pero tuvo que ser aplazado hasta marzo de 2025 por el supuesto mal estado de salud del actor.
El juicio se celebró entre los días 24 y 28 de marzo de 2025, resultando en una condena a 18 meses de prisión que no tuvo que cumplir.
Los fiscales de París también estarían investigando el aparente suicidio a principios de diciembre de 2023 de la actriz Emmanuelle Debever, de 60 años, quien afirmó haber sido agredida sexualmente hace décadas por Depardieu.

## Retirada de la Orden Nacional de Quebec
A Gérard Depardieu se le retiró la condición de Caballero Honorario de la Ordre national du Québec, condecoración otorgada por la provincia canadiense francófona, el 13 de diciembre de 2023, por decisión unánime del Consejo de la Orden debido a la controversia que suscitó el documental difundido en el programa "Complément d’Enquête" de la cadena pública France 2,  en el que se muestra al actor haciendo comentarios sexistas y obscenos con total naturalidad, incluso sobre una menor, durante un viaje a Corea del Norte con su amigo el polémico escritor Yann Moix, conocido por sus manifestaciones machistas públicas.
Las declaraciones de Depardieu fueron ampliamente condenadas y provocaron gran indignación internacional, especialmente considerando sus problemas legales previos, y las numerosas acusaciones de agresión sexual y violación.
El Consejo de la Orden, un organismo independiente, votó su expulsión inmediata, lo que marca la primera vez en la historia de la institución que un miembro es cesado. Depardieu fue nombrado Caballero en 2002 por el, entonces, primer ministro de la provincia, Bernard Landry.
El actual primer ministro de Quebec, François Legault, anunció la decisión irrevocable en nombre del Consejo, afirmando que el comportamiento de Depardieu contradecía los valores de la Orden, cuyo objetivo es honrar a las personas que contribuyen positivamente a la reputación de Quebec. 

## Otras controversias
En diciembre de 2023 su figura fue retirada del Museo de Cera Grévin de Paris "como respuesta a las reacciones negativas de los visitantes, así como en nuestras redes sociales" según declaraciones a AFP de una fuente del Museo, tras la emisión del polémico reportaje en France 2 y el creciente número de acusaciones de abusos sexuales.
Al mismo tiempo, la pequeña ciudad belga de Estaimpuis anunció que le retiraba al actor el título de ciudadano de honor por los mismos motivos. Depardieu se fue a vivir allí en 2012, para pagar menos impuestos.

## Filmografía

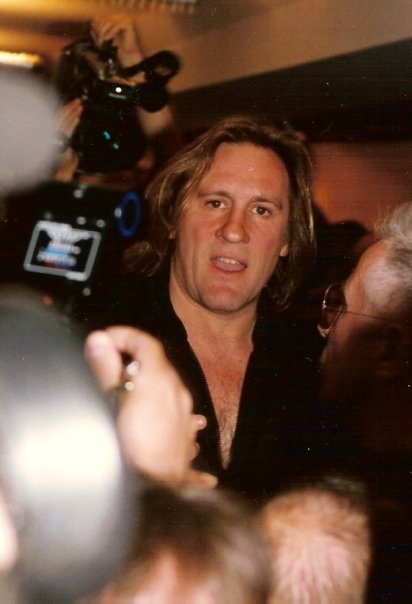
Gérard Depardieu en Cannes, 1994.

### Años 1960
- 1965:  Christmas Carol (film no acabado) de Agnès Varda
- 1967:  Le Beatnik et le Minet de Roger Leenhardt (cortometraje): el beatnik
- 1969:  Tartufo de Molière

### Años 1970
- 1970: Le Cri du cormoran le soir au-dessus des jonques de Michel Audiard: Henri
- 1971: Un peu de soleil dans l'eau froide de Jacques Deray: Pierre, el hermano de Nathalie
- 1972: Le Viager de Pierre Tchernia: el cómplice de Jo
- 1972: Le tueur de Denys de La Patellière: Frédo Babasch, le « mouton» de la Santé
- 1972: Nathalie Granger de Marguerite Duras: el vendedor
- 1972: La Scoumoune de José Giovanni: un esbirro
- 1972: L'An 01 de Jacques Doillon: un viajero que no coge el tren
- 1972: de J. Buñuel: Au rendez vous de la mort joyeuse
- 1973: L'Affaire Dominici de Claude Bernard-Aubert: Zézé Perrin
- 1973: Deux hommes dans la ville de José Giovanni: un jeune truand
- 1973: Rude journée pour la reine de René Allio: Fabien
- 1973: Les Gaspards de Pierre Tchernia: el cartero
- 1973: Stavisky... de Alain Resnais: el joven inventor
- 1974: Les valseuses de Bertrand Blier: Jean-Claude
- 1974: Pas si méchant que ça de Claude Goretta: Pierre
- 1974: La femme du Gange de Marguerite Duras: el hombre en la playa
- 1974: Vincent, François, Paul... et les autres de Claude Sautet: Jean Lavalée
- 1975: Sept morts sur ordonnance de Jacques Rouffio: el doctor Jean-Pierre Berg
- 1975: Bertolucci secondo il cinema - Documental de Gianni Amelio - Figurante
- 1976: Barocco de André Téchiné: Samson / el asesino de Samson
- 1976: Novecento de Bernardo Bertolucci: Olmo Dalco
- 1976: Je t'aime moi non plus de Serge Gainsbourg: el hombre a caballo
- 1976: La Dernière Femme (L'ultima donna) de Marco Ferreri: Gérard
- 1976: René la Canne de Francis Girod: René Bornier
- 1976: Maîtresse de Barbet Schroeder: Olivier
- 1976: Baxter, Vera Baxter de Marguerite Duras: Michel Cayre
- 1976: Dites-lui que je l'aime de Claude Miller: David Martinaud
- 1977: Violanta de Daniel Schmid: Fortunat
- 1977: Le camion de Marguerite Duras: Lui
- 1977: La nuit, tous les chats sont gris de Gérard Zingg: Philippe Larcher
- 1977: Préparez vos mouchoirs de Bertrand Blier: Raoul
- 1978: Rêve de singe (Ciao maschio) de Marco Ferreri: Gérard Lafayette
- 1978: Providence de Alain Resnais - (participa en el doblaje de la película)
- 1978: Le Sucre de Jacques Rouffio: Raoul-Renaud Homecourt
- 1978: La Femme gauchère de Peter Handke: el hombre de la camiseta
- 1978: Les chiens d'Alain Jessua: Morel
- 1979: Buffet froid de Bertrand Blier: Alphonse Tram
- 1979: L'ingorgo, una storia impossibile de Luigi Comencini: Franco
- 1979: Temporale Rosy de Mario Monicelli: Raoul Lamarre

### Años 1980
- 1980: Mon oncle d'Amérique de Alain Resnais: René Raqueneau
- 1980: Loulou de Maurice Pialat: Loulou
- 1980: Inspecteur la Bavure de Claude Zidi: Roger Morzini
- 1980: El último metro de François Truffaut: Bernard Granger
- 1980: Je vous aime de Claude Berri: Patrick
- 1981: La chèvre de Francis Veber: Campana
- 1981: La mujer de al lado (La Femme d'à côté) de François Truffaut: Bernard Coudray
- 1981: Blow Out (voz francesa de John Travolta) de Brian De Palma
- 1981: Le choix des armes de Alain Corneau: Mickey
- 1982: Le grand frère de Francis Girod: Gérard Berger / Bernard Vigo
- 1982: Danton de Andrzej Wajda: Danton
- 1982: Le retour de Martin Guerre de Daniel Vigne: Arnaud de Tihl
- 1983: Les compères de Francis Veber: Jean Lucas
- 1983: La lune dans le caniveau de Jean-Jacques Beineix: Gérard
- 1983: L'homme blessé (voz francesa de Jean) de Patrice Chéreau
- 1984:  Fort Saganne de Alain Corneau: Charles Saganne
- 1984: Rive droite, rive gauche de Philippe Labro: Paul Senanques
- 1984: Le Tartuffe, también director: Tartuffe
- 1985: Police de Maurice Pialat: Mangin
- 1985: Rue du départ de Tony Gatlif: el padre de Clara
- 1985: Une femme ou deux de Daniel Vigne: Julien Chayssac
- 1986: Jean de Florette y Manon des Sources de Claude Berri: Jean Cadoret, llamado Jean de Florette
- 1986: Tenue de soirée de Bertrand Blier: Jean-Claude, llamado Bob
- 1986: Je hais les acteurs de Gérard Krawczyk: un detenido en la comisaría
- 1986: Les fugitifs de Francis Veber: Jean Lucas
- 1987: Sous le soleil de Satán de Maurice Pialat: Donissan
- 1988: Drôle d'endroit pour une rencontre de François Dupeyron: Charles
- 1988: Camille Claudel de Bruno Nuytten: Auguste Rodin
- 1989: Deux de Claude Zidi: Marc Lambert
- 1989: Trop belle pour toi de Bertrand Blier: Bernard Barthélémy
- 1989: I Want to Go Home de Alain Resnais: Christian Gauthier

### Años 1990
- 1990: Cyrano de Bergerac de Jean-Paul Rappeneau: Cyrano de Bergerac
- 1990: Green Card de Peter Weir: Georges Faure
- 1990: Uranus de Claude Berri: Léopold
- 1990: Shakha Proshakha de Satyajit Ray - (Coproductor)
- 1991: Merci la vie de Bertrand Blier: le docteur Marc-Antoine Worms
- 1991: Mon père, ce héros de Gérard Lauzier: André Arnel
- 1991: Todas las mañanas del mundo de Alain Corneau: Marin Marais de adulto
- 1991: Agantuk de Satyajit Ray (Productor ejecutivo)
- 1992: 1492: la conquista del paraíso de Ridley Scott: Cristóbal Colón
- 1992: Visionarium (cortometraje) de Jeff Blyth: el empleado del aeropuerto de París
- 1993: Germinal de Claude Berri: Toussaint Maheu
- 1993: Hélas pour moi de Jean-Luc Godard: Simon Donnadieu
- 1994: My Father the Hero de Steve Miner: André
- 1994: La machine de François Dupeyron: el doctor Marc Lacroix
- 1994: Una pura formalità de Giuseppe Tornatore: Onoff
- 1994: Le colonel Chabert de Yves Angelo: Chabert
- 1994: Élisa de Jean Becker: Jacques « Lebovitch» Desmoulin
- 1995: Les cent et une nuits de Simon Cinéma de Agnès Varda: él mismo de visita
- 1995: Le hussard sur le toit de Jean-Paul Rappeneau: el comisario de policía en Manosque
- 1995: Le Garçu de Maurice Pialat: Gérard
- 1995: Les anges gardiens de Jean-Marie Poiré: Antoine Carco
- 1995: Unhook the Stars de Nick Cassavetes: Big Tommy Bellaveau
- 1996: Le plus beau métier du monde de Gérard Lauzier: Laurent Monier
- 1996: Bogus de Norman Jewison: Bogus
- 1996: The Secret Agent de Christopher Hampton: Ossipon
- 1996: Hamlet de Kenneth Branagh: Reynaldo
- 1997: XXL de Ariel Zeitoun: Jean Bourdalou
- 1997: She's So Lovely de Nick Cassavetes - (Productor ejecutivo)
- 1998: Bimboland de Ariel Zeitoun: Laurent Gaspard
- 1998: Mots d'amour de Mimmo Calopresti: Avv. Lévi
- 1998: El hombre de la máscara de hierro de Randall Wallace: Porthos
- 1998: El conde de Montecristo de Josée Dayan: miniserie
- 1999: Astérix y Obélix contra César de Claude Zidi: Obélix
- 1999: Les acteurs de Bertrand Blier: él mismo
- 1999: Mirka de Rachid Benhadj: Strix
- 1999: Un pont entre deux rives, codirigida con Frédéric Auburtin: Georges
- 1999: Tutto l'amore che c'è de Sergio Rubini: Molotov
- 1999: Balzac de Josée Dayan: Honoré de Balzac

### Años 2000
- 2000: Vatel de Roland Joffé: François Vatel
- 2000: Les Misérables de Josée Dayan: Jean Valjean
- 2000: Le Placard de Francis Veber: Félix Santini
- 2000: Zavist Bogov de Vladímir Menshov: Bernarde
- 2000: Chicken Run de Peter Lord: voz (en versión francesa) de Rocky
- 2000: 102 dálmatas de Kevin Lima: Jean-Pierre Le Pelt
- 2001: CQ de Roman Coppola: Andrezej
- 2001: Aime ton père de Jacob Berger: Léo Sheperde
- 2001: Concurrence déloyale de Ettore Scola: le professeur Angelo
- 2001: Streghe verso Nord de Giovanni Veronesi
- 2001: City of Ghosts de Matt Dillon: Emile
- 2001: Coeurs inconnus de Edoardo Ponti: Max
- 2001: Vidocq de Pitof: Vidcoq
- 2002: Astérix y Obélix: Misión Cleopatra de Alain Chabat: Obélix
- 2002: ¡Que te calles! de Francis Veber: Quentin du Montargis
- 2002: Blanche de Bernie Bonvoisin: d' Artagnan
- 2002: Wanted (Crime Spree) de Brad Mirman: Daniel Foray
- 2002: Jeg er Dina de Ole Bornedal: Jacob
- 2003: Le Pacte du silence de Graham Guit: Joachim
- 2003: Nathalie... de Anne Fontaine: Bernarde
- 2003: Les Clefs de bagnole de Laurent Baffie: le fromager (el quesero)
- 2003: Bon voyage de Jean-Paul Rappeneau: Jean-Étienne Beaufort
- 2004: San Antonio de Frédéric Auburtin: Bérurier
- 2004: Vacances sur ordonnance de Wayne Wang: le chef Didier
- 2004: La vie de Michel Muller est plus belle que la vôtre de Michel Muller: Él mismo (cameo)
- 2004: La mujer mosquetero`` de Steve Boyum: el cardenal Mazarino
- 2004: 36 Quai des Orfèvres de Olivier Marchal: Denis Klein
- 2004: Les Temps qui changent de André Téchiné: Antoine Lavau
- 2004: RRRrrrr!!! de Alain Chabat: le chef des Cheveux Sales
- 2004: Nouvelle France de Jean Beaudin: le curé
- 2005: Je préfère qu'on reste amis... de Éric Toledano y Olivier Nakache: Serge
- 2005: Combien tu m'aimes? de Bertrand Blier: Charly
- 2005: Boudu de Gérard Jugnot: Boudu
- 2005: Olé! de Florence Quentin: François Veber
- 2005: Quand j'étais chanteur de Xavier Giannoli: Alain Moreau
- 2006: La vida en rosa de  Olivier Dahan: Louis Leplée
- 2006: Last Holiday de  Wayne Wang: Chef Didier
- 2006: Paris je t'aime segment Quartier Latin - également réalisateur (co-réalisé avec Frédéric Auburtin): Le propriétaire du café
- 2007: Michou de Auber de Thomas Gilou: Georges
- 2008: L'Instinct de mort, volet 1 de la Saga Jacques Mesrine de Jean-François Richet: Guido
- 2008: Disco de Fabien Onteniente: Jean-François Civette, dit « Jean-François Jackson»
- 2008: Astérix en los Juegos Olímpicos de Thomas Langmann y Frédéric Forestier: Obélix
- 2008: L'abbuffata de Mimmo Calopresti: Él mismo (cameo)
- 2008: Bastardi de Andres Alce Melondando
- 2008: Sans arme, ni haine, ni violence de Jean-Paul Rouve: Le parrain des truands marseillais
- 2008: Les Enfants de Timplebach de Nicolas Bary: El general
- 2008: Babylon A.D. de Mathieu Kassovitz: Gorsky
- 2008: Bouquet final de Michel Delgado: Hugo
- 2008: Hello Goodbye de Graham Guit: Alain Gaash
- 2008: Vsyo mogut koroli de Aleksandr Chernyaev
- 2009: Diamant 13 de Gilles Béhat: Mat
- 2009: Bellamy de Claude Chabrol: Paul Bellamy
- 2009: La gran fiesta de Coco de Gad Elmaleh: El médico
- 2009: À l'origine de Xavier Giannoli: Abel

### Años 2010
- 2010: L'Autre Dumas de Safy Nebbou: Alexandre Dumas
- 2010: Mammuth de Benoît Delépine y Gustave Kervern: Serge Pilardosse
- 2010: La Tête en friche (Mis tardes con Margueritte) de Jean Becker: Germain Chazes
- 2010: Glenn, the Flying Robot de Marc Goldstein: Journaliste télévision
- 2010: Potiche de François Ozon: Maurice Babin
- 2011: Grenouille d'hiver (cortometraje) de Slony Sow: Benjamin
- 2011: Je n'ai rien oublié de Bruno Chiche: Conrad Lang
- 2012: Houba ! Le Marsupilami et l'Orchidée de Chicxulub de Alain Chabat
- 2012: Astérix y Obélix al servicio de su majestad de Alain Chabat: Obélix
- 2012:  Life of Pi de Ang Lee: El Chef
- 2013: Turf de Fabien Onteniente: El señor Paul
- 2013: Invencibles de Frédéric Berthe: Jacky Camboulaze
- 2014: Welcome to New York de Abel Ferrara: El señor Devereaux.
- 2017: Sólo se vive una vez de Federico Cueva.
- 2018: Le proverbe de Daniel Auteuil
- 2018: Enamorado de mi mujer de Daniel Auteuil
- 2018: Sgt. Stubby: An American Hero de Gaston Baptiste[24]
- 2019: Creators: The Past de Piergiuseppe Zaia: Maestro de la Fe

### Años 2020
- 2021: Misterio en Saint-Tropez de Nicolas Benamou
- 2022: El peor trabajo de mi vida de Thomas Gilou
- 2022: Maigret de Patrice Leconte
- 2022: Umami de Slony Sow
- 2022: Les Volets Verts de Jean Becker
- 2022: Diane de Poitiers de Josée Dayan

## Premios y distinciones
Premios César
| Año  | Categoría            | Película                  | Resultado |
| ---- | -------------------- | ------------------------- | --------- |
| 1976 | César al mejor actor | Sept morts sur ordonnance | Candidato |
| 1977 | César al mejor actor | La Dernière Femme         | Candidato |
| 1978 | César al mejor actor | Dites-lui que je l'aime   | Candidato |
| 1979 | César al mejor actor | Le Sucre                  | Candidato |
| 1981 | César al mejor actor | Le Dernier Métro          | Ganador   |
| 1983 | César al mejor actor | Danton                    | Candidato |
| 1984 | César al mejor actor | Les Compères              | Candidato |
| 1985 | César al mejor actor | Fort Saganne              | Candidato |
| 1986 | César al mejor actor | Police                    | Candidato |
| 1988 | César al mejor actor | Sous le soleil de Satan   | Candidato |
| 1989 | César al mejor actor | Camille Claudel           | Candidato |
| 1990 | César al mejor actor | Trop belle pour toi       | Candidato |
| 1991 | César al mejor actor | Cyrano de Bergerac        | Ganador   |
| 1995 | César al mejor actor | Le Colonel Chabert        | Candidato |
| 2007 | César al mejor actor | Quand j'étais chanteur    | Candidato |

Oscars
| Año  | Categoría            | Película           | Resultado |
| ---- | -------------------- | ------------------ | --------- |
| 1991 | Óscar al mejor actor | Cyrano de Bergerac | Candidato |

Globos de Oro
| Año  | Categoría                                       | Película                   | Resultado |
| ---- | ----------------------------------------------- | -------------------------- | --------- |
| 1990 | Globo de Oro al mejor actor - Comedia o musical | Matrimonio de conveniencia | Ganador   |

Festival Internacional de Cine de Cannes
| Año  | Categoría   | Película           | Resultado |
| ---- | ----------- | ------------------ | --------- |
| 1990 | Mejor actor | Cyrano de Bergerac | Ganador   |

Festival Internacional de Cine de Venecia
| Año  | Categoría                      | Película | Resultado |
| ---- | ------------------------------ | -------- | --------- |
| 1985 | Copa Volpi al mejor actor      | Police   | Ganador   |
| 1997 | León de Oro a toda una carrera | -        | Ganador   |